# سرنوشت
سرنوشت یا تقدیر اشاره دارد به یک سری اتفاقات از پیش تعیین‌شده (از سر نوشته‌شده) که معمولاً اشاره به آینده دارد، چه کلی و چه جزئی. ریشهٔ اعتقاد به سرنوشت در این اعتقاد است که اتفاقات جهان یک نظم طبیعی را دنبال می‌کند.

## تقدیر
عبارت‌های «سرنوشت» و «تقدیر» اگر چه اغلب به جای یکدیگر استفاده می‌شوند، دارای معانی مجزا می‌باشند.
- استفادهٔ سنتی تقدیر به عنوان یک قدرت تعیین‌کننده که دستور مسیر حوادث را تعریف می‌کند می‌باشد. تقدیر وقایع را به عنوان دستور یا «اجتناب ناپذیر» تعریف می‌کند. در اسلام، تقدیر یا قدر فرمان الله است.
- استفاده از سرنوشت با توجه به قطعیت از وقایع به عنوان اینکه آن خود اتفاق می‌افتد می‌باشد، پیش‌بینی از آینده برای تبدیل شدن به جریان وقایع به عنوان اینکه آن‌ها خود کار خواهند کرد.
- به عقیده جبرگرایان چون انسان به جبر آفریده شده و به جبر از دنیا می‌رود، تمام اعمالش جبری است؛ زیرا تک تک افعال در طول عمر انسان دخالت دارد و این در حالی است که بر اساس اعتقاد اغلب فرق و مکتب‌های مخالف و موافق جبرگرایی موضوع مرگ و تولد نوعی جبر تکوینی است در نتیجه هر آنچه با جبر آغاز و با جبر به پایان رسد با جبر در حال وقوع است. جبر گرایان معتقدند که اختیار انسان نه در افعال او بلکه در تفکر و جهان بینی اوست و بر پایه همین تفکر انسان‌ها به بهشت یا دوزخ می‌روند.